# Rose Hartmanová
Rose Hartmanová (nepřechýleně Rose Hartman; * 16. května 1937) je americká fotografka, autorka cestopisů a spisovatelka, která žije a pracuje v New Yorku. Hartmanová tvrdí, že se zapletla do fotografování během úkolu pro From DNR (módní publikace) zdokumentovat komplikovanou Hemingwayovu svatbu v Sun Valley v Idaho v roce 1976.“ Hartmanová je námětem pro dokumentární film z roku 2016 The Incomparable Rose Hartman.

## Kariéra
Hartmanová je známá díky portrétování celebrit. Její fotografie Biancy Jaggerové jedoucí na bílém koni v nočním klubu Studio 54 na oslavě jejích 30. narozenin je všeobecně známá jako její nejznámější fotografie. Lloyd Grove, píšící v The Daily Beast, ji v roce 2016 popsal jako „ikonický obraz dávno ztraceného věku“. Další známá fotografie zachycuje Jerryho Halla v rozhovoru s Andy Warholem. Její fotografie byly publikovány v novinách a časopisech, včetně Allure, Art+Auction, Elle, Harper's Bazaar, Panorama, The New York Times, New York, Stern, Vanity Fair a Vogue.
Kromě dokumentování celebrit, jet setu, herců, zpěváků a autorů se Hartmanová jako první přesunula za opony přehlídkových mol pro Fashion Week, aby nafotila modelky a návrháře v zákulisí, jak ukazuje její první kniha „Birds of Paradise: An Intimate View z New York Fashion World." V letech 2011–2012 se na Fashion Institute of Technology v New Yorku konala retrospektiva její tvorby zahrnující více než 60 fotografií. Její archivní snímky byly také vystaveny v Ravestijn Gallery v Amsterdamu v Nizozemsku (2012) a v Punta del Este v Uruguayi (2013), stejně jako v amerických muzeích včetně Experience Music Project, The Whitney Museum a Museum of the City. z New Yorku; výběr jejích fotografií je také trvale vystaven v Omar's, soukromém jídelním klubu členů Greenwich Village.
O jejím životě a díle natočil Otis Mass v roce 2016 celovečerní dokumentární film The Incomparable Rose Hartman. Dokument získal zvláštní uznání poroty na filmovém festivalu DOC NYC 2016.

## Publikace
- Rose Hartmanová:  Birds of Paradise (1980)
- Rose Hartmanová: Incomparable: Women of Style (2012)
- Rose Hartmanová: Incomparable Couples (2015)